# Parafia św. Ferdynanda w Chicago
Parafia św. Ferdynanda w Chicago (ang. St. Ferdinand's Parish) – parafia rzymskokatolicka położona w Chicago w Illinois, w Stanach Zjednoczonych.
Jest polską parafią w północno-zachodniej dzielnicy Chicago, z mszami św. w języku polskim dla polskich imigrantów.
Parafia została poświęcona św. Fedynandowi.

## Szkoły
- Polska Katolicka Szkoła im. Świętego Ferdynanda[1]